# Algernon Freeman-Mitford
Algernon Bertram Freeman-Mitford (24 février 1837 - 17 août 1916) est un diplomate, collectionneur et écrivain britannique. Surnommé « Barty », c'est le grand-père paternel des sœurs Mitford.

## Jeunesse
Freeman-Mitford est le fils de Henry Reveley Mitford (1804–1883) de Exbury House (en), Exbury, Hampshire, et l'arrière-petit-fils de l'historien William Mitford (en), et fait ses études au Collège d'Eton et Christ Church, Oxford. Alors que ses ancêtres paternels appartiennent à la la noblesse terrienne, dont les avoirs comprenaient autrefois le château de Mitford dans le Northumberland, sa mère (Georgiana) Jemima est une fille du courtisan George Ashburnham (3e comte d'Ashburnham), avec une ascendance noble des comtes de Beverley. Ses parents se séparent en 1840 alors que Redesdale n'a que trois ans, et sa mère se remarie avec M. Molyneaux.
Comme son cousin Algernon Swinburne, il est nommé Algernon en l'honneur de son arrière-grand-père Algernon Percy (1er comte de Beverley).

## Carrière

### Diplomatie
Entré au ministère des Affaires étrangères en 1858, il est nommé troisième secrétaire de l'ambassade britannique à Saint-Pétersbourg. Après avoir servi dans le corps diplomatique à Shanghai, il se rend au Japon en tant que deuxième secrétaire de la légation britannique au moment de la migration du siège du pouvoir japonais de Kyoto à Edo (aujourd'hui Tokyo), connue sous le nom de « Restauration de Meiji ». Les mémoires de Mitford racontent l'époque troublée des colonies étrangères à Kobe au cours des quinze jours qui ont suivi la mort du contre-amiral américain Henry Bell et la mort du consul britannique Francis Gerard Mijburgh. Il sert de secrétaire au remplaçant de Myburgh, John Frederik Lowder. Là, il rencontre Ernest Mason Satow et écrivit Tales of Old Japan (1871), un livre reconnu pour avoir fait des classiques japonais comme "47 rōnin" d'abord connu d'un large public occidental. Il démissionne du service diplomatique en 1873.
À la suite de l'Alliance anglo-japonaise de 1902, il accompagne en 1906 le prince Arthur lors d'une visite au Japon pour remettre l'ordre de la Jarretière à l'empereur Meiji. Des courtisans lui posent des questions sur les cérémonies japonaises disparues depuis 1868.
Il persuade Édouard VII de planter à Sandringham House la Renouée du Japon qui deviendra plus tard difficile à éradiquer selon George VI.

### Vie publique
De 1874 à 1886, il est secrétaire du bureau des Travaux, impliqué dans la longue restauration de la Tour de Londres et dans l'aménagement paysager de Hyde Park comme "The Dell". À partir de 1887, il est membre de la Commission royale d'enquête sur la fonction publique. Il siège également comme député de Stratford-on-Avon entre 1892 et 1895.
Selon William S. Gilbert, il sert de consultant sur la culture japonaise à Gilbert et Arthur Sullivan pendant le développement de leur 1885 Savoy Opera The Mikado. Une chanson traditionnelle japonaise fredonnée par Mitford à Gilbert et Sullivan lors d'une répétition est utilisée dans l'opéra pour la marche accompagnant l'entrée du Mikado.
En 1886, Mitford hérite des propriétés de campagne substantielles de son cousin germain, John Freeman-Mitford (1er comte de Redesdale) (en). Conformément au testament, il prend le nom supplémentaire de Freeman. Nommé lieutenant adjoint du Gloucestershire, il devient magistrat et se lance dans l'agriculture et l'élevage de chevaux. Il est membre du Royal Yacht Squadron de 1889 à 1914. Il rejoint la Royal Photographic Society en 1907 et en devient Fellow en 1908. Il est président de la Royal Photographic Society de 1910 à 1912.
Il reconstruit en grande partie Batsford House dans le Gloucestershire dans le style seigneurial gothique victorien, mais à un tel coût qu'il doit être vendu quelques années après sa mort. Il est acheté par Lord Dulverton et appartient toujours à ses descendants.
Dans la liste des honneurs de couronnement de 1902, il est fait pair en tant que baron Redesdale, de Redesdale dans le comté de Northumberland, le 15 juillet 1902. Il prête serment et siège à la Chambre des lords une semaine plus tard, le 24 juillet.
Au cours de ses dernières années, Lord Redesdale édite et écrit des introductions détaillées et effusives pour deux des livres de Houston Stewart Chamberlain, Foundations of the Nineteenth Century et Immanuel Kant: A Study and Comparison with Goethe, Léonard de Vinci, Giordano Bruno, Platon et René Descartes, deux volumes chacun, traduits en anglais par John Lees, MA, D.Litt., et publiés par John Lane au The Bodley Head, Londres, en 1910 et 1914 respectivement.

## Mariage
Lord Redesdale épouse en 1874 Lady Clementina Gertrude Helen Ogilvy (1854–1932), la fille de David Ogilvy (10e comte d'Airlie), et de son épouse Blanche, la fille d'Edward Stanley (2e baron Stanley d'Alderley). Ils ont cinq fils et quatre filles:
- Frances Mitford (1875–1951), qui épouse plus tard Alexander Kearsey (en)
- Clement Freeman-Mitford (1876-1915), le fils aîné, tué au combat lors de la bataille de Loos, dont la fille posthume Clémentine épouse Alfred Beit (2e baronnet) (en)
- David Freeman-Mitford (2e baron Redesdale) (1878–1958), qui succède à son père à la baronnie et est le père des sœurs Mitford
- Iris Freeman-Mitford (1878–1966), qui n'est pas mariée.
- Bertram Freeman-Mitford (1880–1962), qui succède à David en tant que 3e baron Redesdale en 1958
- John Freeman-Mitford (1885–1963), qui succède à Bertram en tant que 4e baron Redesdale en 1962
- Joan Freeman-Mitford (1887–1976), qui épouse Dennis Hebert Farrer en 1907
- Ernest Freeman-Mitford (1895–1939), qui est le père de Clement Freeman-Mitford, 5e baron Redesdale
- Daphne Freeman-Mitford (1895–1996), qui épouse George Bowyer (1er baron Denham)

Pendant son séjour au Japon, il aurait engendré deux enfants avec une geisha. Plus tard, il est très probable qu'il ait engendré Clémentine Hozier (1885–1977), au cours d'une liaison avec la sœur de sa femme, Blanche. Clementine épouse Winston Churchill en 1908.

## Sources
- Hugh Cortazzi, Le Japon de Mitford : Memories and Recollections, 1866-1906, broché, janvier 2003  (ISBN 1-903350-07-7)